# Manuel Poppinger
Manuel Poppinger (* 19. Mai 1989 in Innsbruck) ist ein ehemaliger österreichischer Skispringer.

## Werdegang
Poppinger gab am 18. Dezember 2004 bei einem FIS-Rennen in Seefeld sein internationales Debüt und belegte den 53. Platz. Nach weiteren FIS-Rennen sprang er am 21. Jänner 2006 in Ljubno erstmals im FIS-Cup und wurde auf Anhieb Dritter. Am darauffolgenden Tag wurde er Zehnter. Zwei Wochen später gab Poppinger in Villach sein Continental-Cup-Debüt. Am Ende wurde er 44. Anschließend sprang Poppinger wieder bei FIS-Rennen, wo er ein Springen in Einsiedeln gewann, sowie mehrmals im FIS-Cup.
Im Sommer 2007 sprang er in Villach erneut im Continental Cup. Während er beim ersten Springen als 37. noch den zweiten Durchgang verpasste, gelangen ihm beim zweiten Springen als 30. seine ersten COC-Punkte. Im Winter gewann er in Seefeld und Pragelato je ein FIS-Rennen. In Ramsau wurde Poppinger beim ersten COC-Springen disqualifiziert und wurde beim zweiten 14. Bei der Junioren-WM in Zakopane startete er im Team und holte mit Thomas Thurnbichler, David Unterberger und Andreas Strolz die Silbermedaille.
In der Saison 2008/09 ging Poppinger öfter im Continental Cup an den Start und schaffte in Villach als Siebter sein erstes Top-Ten-Ergebnis im Continental Cup. Auch im Alpencup erzielte er gute Ergebnisse und sprang mehrmals auf das Podest. In der Saison 2009/10 trat Poppinger nur bei Continental Cups und einigen FIS-Cups an. Dabei erreichte er jedoch keine guten Resultate. Nur beim Continental Cup in Lillehammer mit den Plätzen 13 und 16 gelangen ihm nennenswerte Erfolge. Auch im Sommer 2010 gelangen ihm keinerlei Erfolge. Beim FIS-Cup in Villach kam er in den zweiten Durchgang, während ihm dies im COC nur einmal gelang.
Zum Start des Winters stieg seine Form jedoch wieder an. In Erzurum wurde er Elfter und Vierter und in Engelberg Siebter und 13. im COC. Aufgrund dieser Ergebnisse wurde Poppinger in der nationalen Gruppe für die beiden Springen der Vierschanzentournee 2010/11 in Innsbruck und Bischofshofen nominiert. Nachdem er in Innsbruck die Qualifikation verpasst hatte, konnte er sich in Bischofshofen qualifizieren und wurde in seinem ersten Weltcupspringen am 6. Jänner 2011 45. In der Vierschanzentournee-Wertung belegte er mit 80,0 Punkten den 61. Platz. Für den Rest der Saison startete Poppinger regelmäßig im Continental Cup und kam fast immer in den zweiten Durchgang. Dabei erzielte er am 22. Jänner 2011 als Dritter in Titisee-Neustadt seine erste Podestplatzierung im COC.
Am 30. September 2011 startete Poppinger in der nationalen Gruppe in der Qualifikation zum Grand-Prix-Springen in Hinzenbach. Nachdem er diese überstand, gab er am Folgetag sein Debüt im Grand Prix, bei dem er als 46. die Punkteränge verpasste. Bei der Vierschanzentournee 2011/12 war er erneut Teil der nationalen Gruppe. In Innsbruck verpasste er die Qualifikation und in Bischofshofen wurde er 60. im Wettkampf, nachdem die Qualifikation abgesagt wurde. Den Rest der Saison startete er im Continental Cup. Sein bis dahin bestes Ergebnis erzielte er am 10. März 2012 im finnischen Kuopio, als er Zweiter hinter seinem Landsmann Wolfgang Loitzl wurde.
In der Saison 2012/13 gehörte Poppinger weiterhin zur Continental-Cup-Mannschaft. Über die nationale Gruppe nahm er am Grand-Prix-Springen in Hinzenbach teil, verpasste mit Rang 48 aber die Punkteränge. Wie bereits in den zwei vorherigen Austragungen, nahm er als Teil der nationalen Gruppe an der Vierschanzentournee teil. Er qualifizierte sich nur für den Wettbewerb in Bischofshofen, den er als 44. beendete. Bei seinen Starts im Continental Cup stellte er am 9. März 2013 als Zweiter in Vikersund seine beste Platzierung ein.
Als Teil der nationalen Gruppe konnte Poppinger sich im Sommer 2013 nicht für das Grand-Prix-Springen in Hinzenbach qualifizieren. In Engelberg erreichte er am 28. Dezember 2013 auf der Gross-Titlis-Schanze seinen ersten Sieg in einem Continental-Cup-Springen, nachdem er im Dezember bereits drei Podestplatzierung erzielte. Über die nationale Gruppe nahm er abermals an der Vierschanzentournee teil. Diesmal blieb er aber über die Tournee hinaus in der Weltcupmannschaft. Beim Skifliegen am Kulm am 11. Jänner 2014 holte er als Zwölfter seine ersten Weltcuppunkte. Eine Woche später, am 18. Jänner, belegte er beim Mannschaftsspringen im polnischen Zakopane Platz drei mit dem österreichischen Team und erreichte damit seine erste Podestplatzierung im Weltcup. Am Ende der Saison belegte er mit 99 Punkten den 44. Platz im Gesamtweltcup.
Im Sommer 2014 startete Poppinger erstmals bei Grand-Prix-Springen außerhalb Österreichs, verpasste dabei allerdings immer die Punkteränge. Während der Weltcup-Saison 2014/15 erreichte er am 24. Jänner als Zehnter in Sapporo seine erste Top-Ten-Platzierung im Weltcup. Seine beste Platzierung verbesserte er dann erneut am 15. Februar beim Skifliegen in Vikersund mit Rang sieben. Noch im selben Monat nahm er in Falun zum ersten Mal an den Nordischen Skiweltmeisterschaften teil. Er belegte im Einzelwettbewerb auf der Großschanze den 32. Rang und im Mannschaftswettbewerb holte er zusammen mit Stefan Kraft, Michael Hayböck und Gregor Schlierenzauer die Silbermedaille als Zweiter hinter Norwegen. Im Gesamtweltcup belegte er mit 128 Punkten den 37. Platz.
Im Sommer 2015 sprang Poppinger im Grand Prix bei all seinen Starts in die Punkteränge. Am 1. August holte er als 28. auf der Malinka in Wisła seine ersten Grand-Prix-Punkte. Am 13. September erreichte er als Zehnter auf der Gorney Gigant in Almaty seine erste Top-Ten-Platzierung. In der Grand-Prix-Gesamtwertung belegte er mit 72 Punkten den 35. Rang. In der Weltcup-Saison 2015/16 gehörte er wieder zur österreichischen Weltcupmannschaft und nahm auch an der Skiflug-Weltmeisterschaft 2016 am Kulm teil. Er belegte dabei den 17. Rang im Einzel und holte zusammen mit Stefan Kraft, Manuel Fettner und Michael Hayböck die Bronzemedaille im Teamfliegen. Im Gesamtweltcup belegte er den 27. Rang und verbesserte damit erneut sein bestes Ergebnis.
Im Juli und August 2016 nahm Poppinger noch am Sommer-Grand-Prix teil, ehe er sich am 7. September bei einem Sprung im Rahmen eines Trainingslagers in Planica das vordere Kreuzband im linken Knie gerissen hat. Damit verpasste er die restliche Saison 2016/17.
Das Comeback nach seiner Verletzung gab er 1. und 2. Juli 2017 im Rahmen des FIS-Cups in Villach. In der Weltcup-Saison 2017/18 gehörte er bis zu den Olympischen Spielen zum Weltcupmannschaft der Österreicher und nahm auch an der Skiflug-Weltmeisterschaft 2018 in Oberstdorf teil. Er belegte dabei den 23. Rang im Einzel und wurde mit der österreichischen Mannschaft Fünfter. Nachdem er im Weltcup nicht über Platz 18 im Einzel hinaus gekommen war, wurde er nicht für die Olympischen Spiele in Pyeongchang nominiert. Den Rest der Saison sprang er im Continental Cup. Dabei erzielte er am 4. März 2018 auf dem Renabakkene in Rena seinen dritten COC-Sieg.
Am 25. Oktober 2019 beendete er seine Karriere.

## Erfolge

### Continental-Cup-Siege im Einzel
| Nr. | Datum             | Ort       | Typ         |
| --- | ----------------- | --------- | ----------- |
| 1.  | 28. Dezember 2013 | Engelberg | Großschanze |
| 2.  | 18. Jänner 2015   | Sapporo   | Großschanze |
| 3.  | 4. März 2018      | Rena      | Großschanze |

## Statistik

### Weltcup-Platzierungen
| Saison  | Platz | Punkte |
| ------- | ----- | ------ |
| 2013/14 | 44.   | 099    |
| 2014/15 | 37.   | 128    |
| 2015/16 | 27.   | 208    |
| 2017/18 | 37.   | 066    |

### Grand-Prix-Platzierungen
| Saison | Platz | Punkte |
| ------ | ----- | ------ |
| 2015   | 35.   | 72     |
| 2016   | 67.   | 12     |
| 2017   | 76.   | 06     |
| 2018   | 67.   | 09     |

### Continental-Cup-Platzierungen
| Saison  | Platz | Punkte |
| ------- | ----- | ------ |
| 2007/08 | 113.  | 018    |
| 2008/09 | 145.  | 007    |
| 2009/10 | 123.  | 007    |
| 2010/11 | 017.  | 416    |
| 2011/12 | 016.  | 416    |
| 2012/13 | 017.  | 522    |
| 2013/14 | 009.  | 595    |
| 2014/15 | 017.  | 476    |
| 2017/18 | 025.  | 409    |
| 2018/19 | 137.  | 005    |